# Oskar Sundqvist
Nils Oskar Sundqvist, född 23 mars 1994 i Boden i Överluleå församling, är en svensk ishockeyspelare som spelar för St. Louis Blues i NHL.
Han har tidigare spelat på NHL-nivå för Detroit Red Wings, St. Louis Blues och Pittsburgh Penguins och på lägre nivåer för San Antonio Rampage och Wilkes-Barre/Scranton Penguins i AHL samt Skellefteå AIK i SHL.
Hans moderklubb är Bodens HF.
Sundqvist har som förste svensk vunnit Stanley Cup med två olika lag, Pittsburgh Penguins och St. Louis Blues.

## Klubblagskarriär

### SHL

#### Skellefteå AIK
Sundqvist spelade sin första match i SHL 24 oktober 2012, mot Frölunda HC.

### NHL

#### Pittsburgh Penguins
Han draftades av Pittsburgh Penguins i tredje rundan, som nummer 81 totalt, i NHL-draften 2012.
Sundqvist var en del av laget som vann Stanley Cup 2016 när han spelade två matcher i slutspelet. När Penguins vann igen 2017 spelade han för farmarlaget Wilkes-Barre/Scranton Penguins.

#### St. Louis Blues
Under 2017 års draft trejdades han tillsammans med ett draftval i första rundan (Klim Kostin) till St. Louis Blues i utbyte mot ett draftval i andra rundan (Zachary Lauzon) och Ryan Reaves.
Sundqvist vann Stanley Cup med St. Louis Blues säsongen 2018–19 och blev därmed den förste svensk någonsin att vinna Stanley Cup med två olika lag.

## Familj
Sundqvist är kusin med TV-profilen Jessica Almenäs. Hans pappa Anders Sundqvist har varit förbundskapten för alpina landslaget och klubbdirektör för Luleå Hockey.